# Terebratalia transversa
Terebratalia transversa är en armfotingsart som först beskrevs av Sowerby 1846.  Terebratalia transversa ingår i släktet Terebratalia och familjen Terebrataliidae. Inga underarter finns listade i Catalogue of Life.